# Bande
Bande és un municipi de la província d'Ourense a Galícia. Pertany a la comarca da Baixa Limia.
| 5.721 | 5.684 | 6.099 | 3.882 | 2.326 |
| Fonts: INE i IGE (Els criteris de registre censal variaren i les dades de l'INE i de l'IGE poden no coincidir.) |       |       |       |       |

## Història
Bande escriu en les seves terres des de temps immemorial la seva història, deixant la petjada en els vestigis de les moltes poblacions que van habitar aquests llocs. Bon exemple d'això són les nombroses restes arqueològiques que es conserven, entre les quals ressalten les mámoas que es dispersen pel seu territori, els castres de Rubiás, Sarreas, Fervenza, Seoane, Lobosandaus i Pena Maior.

### Època romana
Durant la romanització de la península Ibèrica, Bande no va passar desapercebuda. Bande, que etimològicament prové de Bandu, segons algunes teories, o de Venatus, que evoluciona a Vaneto, segons afirma en els seus estudis l'il·lustre Xocas, en el seu territori habitava la tribu dels querquennos, que van ser sotmesos per les tropes romanes. En l'any 137 aC, el cònsol Juni Brutus travessa el riu Limia (o Leteu, 'riu de l'Oblit') per algun lloc pròxim al que avui és territori de Bande; Juni Brutus demostrà als seus soldats -temorosos de travessar aquestes aigües- que no es perdia la memòria a l'altre costat del riu, i digué un a un els noms de la seva tropa. Els romans van traçar per aquestes terres la via XVIII de Braga a Astorga, coneguda com la via Nova de l'itinerari d'Antoní (alio itinere a Bracara Asturica), que va ser construïda el 80 sota el regnat dels emperadors Titus i Domicià. A més, es va construir un campament anomenat Aquis Querquennis, conegut també com A Cidá (aquest campament és el tercer de la via romana).

### Edat mitjana
Odoari va manar repoblar aquestes terres en nom del rei Alfons III en el segle ix. Aquestes terres i els seus habitants es van veure immersos en nombroses guerres amb els portuguesos, que lluitaven per establir una frontera. A principis de segle, en les proximitats del campament romà, concretament en el poble de Baños, es va construir un balneari al qual afecta l'embassament de Conchas quan el seu nivell és alt. Aquestes aigües reconegudes per les seves propietats i aconsellades per tractar el reuma, malalties de la pell i de l'aparell digestiu, surt a uns 48 graus Celsius.

### Restauració
És destacable el fet que, durant la Restauració, Bande era un feu de la família Bugallal, que, segons consta, guanyava les eleccions sense que se celebressin les votacions, mètodes que es van denunciar per les gents d'aquests llocs encapçalats per Basilio Álvarez.

## Monuments
Històric va ser el fet de declarar Monument nacional el 1921 l'església de Santa Comba de Bande. També és just ressenyar que el 1944 es va declarar Monument historicoartístic el pont d'origen romà ponte Pedriña i, sense cap dubte, la decisió de deixar-lo sota les aigües de l'embassament de les Conchas (1944) també pot qualificar-se d'històrica i incomprensible.

## Jaciments arqueològics
En les excavacions del campament romà d'Aquis Querquennis es va trobar, entre altres objectes, una estatueta que representa un legionari. En el castre de Rubiás es va trobar "un cap petri de guerrer galaic" de l'època precristiana. En l'antiga església de Baños, es va destapar una làpida amb la inscripció "Alepi, de 19 anys, mort en Crist en l'any 545"; aquesta es troba dipositada en el Museu Provincial i és considerada com una de les més antigues que es coneixen d'un soterrament cristià. En la forest comunal de Pereira es van trobar jaciments romans també, a Cacheverga, a 1 km del llogaret i a 4,5 km de Bande (vegeu pàg. web de l'ajuntament), així com hi ha també importants túmuls en Chan i en Fonte Mariña (lloc de Pereira també).

## Fires

### Fires mensuals
Bande té dues fires que se celebren els dies 13 i 28 de cada mes. Aquestes fires, les aprofiten els veïns per a reunir-se i assortir-se d'alguns productes necessaris. Les tradicionals fires del passat, on predominava l'intercanvi de bestiar, van donar pas a un mercat ambulant on destaquen els productes tèxtils i agrícoles. A pesar del temps i l'evolució d'aquestes fires, el que continua com antany són els llocs gastronòmics de pulpeiras, on es pot degustar el famós "pop a la fira", així com els llocs de carn al calder en la plaça de la vila i en els diferents locals de tapes i menjars.

### Fira de mostres de recursos endògens
Aquesta fira se celebra a l'estiu, durant la primera quinzena d'agost. Té com a objectiu la potenciació dels productes locals, amb una especial atenció al sector artesanal i gastronòmic. El visitant podrà assaborir una mostra de les carns de vaca de raça cachena o limiá, cavall i sobretaules. En els últims anys, s'intenta arribar a una major dimensió amb la participació de casetes i productes provinents del nord de Portugal.

## Festes
- Festa de sant Sebastià. Se celebra el dia 20 de gener. Fa anys, va ser considerat aquest dia festiu local per celebrar la festa; aquesta tradició es va perdre a poc a poc.
- Festa "do Peixe". El tercer diumenge de juny se celebra aquesta festa amb l'objectiu de promoure la riquesa gastronòmica, així com donar a conèixer el potencial cinegètic i turístic de la zona, amb un concurs de pesca d'àmbit provincial. L'acte culmina amb una multitudinària degustació de sardines, carn de vedella i cavall, tot això regat amb un bon vi i acompanyat amb pa de blat de moro.
- Festa de sant Roc. Aquesta festa se celebra el tercer cap de setmana del mes d'agost durant quatre dies, coincidint amb el major nombre de visitants i emigrants en la zona. Se celebra així la festa més concorreguda de tot l'Ajuntament.
- Festa del pa de blat i sègol (Pereira-Bande): aquesta festa s'inaugurà en l'any 2007 amb un gran èxit; se celebra el cap de setmana dels magostos, és a dir, la 2a setmana de novembre, i reuneix actes lúdics i per a l'oci, així com actes d'allò més tradicional com la cocció de pa en el forn, degustació, música tradicional...